# 项山乡
项山乡，是中华人民共和国江西省赣州市寻乌县下辖的一个乡镇级行政单位。

## 行政区划
项山乡下辖以下地区：
项山村、桥头村、卢屋村、中坑村、聪坑村、书坪村和福中村。